# Promozione Liguria 1973-1974
Nella stagione 1973-1974 la Promozione era il quinto livello del calcio italiano (il massimo livello regionale). Qui vi sono le statistiche relative al campionato in Liguria.
Il campionato è strutturato in vari gironi all'italiana su base regionale, gestiti dai Comitati Regionali di competenza. Promozioni alla categoria superiore e retrocessioni in quella inferiore non erano sempre omogenee; erano quantificate all'inizio del campionato dal Comitato Regionale secondo le direttive stabilite dalla Lega Nazionale Dilettanti, ma flessibili, in relazione al numero delle società retrocesse dal Campionato Interregionale e perciò, a seconda delle varie situazioni regionali, la fine del campionato poteva avere degli spareggi sia di promozione che di retrocessione.

## Squadre partecipanti
| Squadra                   | Città                        | Stadio                   |
| ------------------------- | ---------------------------- | ------------------------ |
| U.S. Arenzano             | Arenzano (GE)                |                          |
| S.S. Argentina Arma       | Taggia (IM)                  |                          |
| G.S. E.R.G.               | Genova (GE)                  |                          |
| G.S. Gruppo "C"           | Genova (GE)                  |                          |
| U.S. Lavagnese            | Lavagna (GE)                 |                          |
| U.S. Loanesi              | Loano (SV)                   |                          |
| U.S. Lunense Castelnovese | Castelnuovo Magra (SP)       |                          |
| A.S. Ovadese              | Ovada (AL)                   |                          |
| U.S. Pontedecimo          | Pontedecimo                  |                          |
| A.C. Rapallo Ruentes      | Rapallo (GE)                 |                          |
| U.S. Sammargheritese      | Santa Margherita Ligure (GE) | Stadio Eugenio Broccardi |
| U.S. Sanremese            | Ventimiglia (IM)             |                          |
| U.S. Sant'Agostino        | Sant'Olcese (GE)             |                          |
| U.S. Sarzanese            | Sarzana (SP)                 |                          |
| F.C. Vado                 | Vado Ligure (SV)             |                          |
| F.B.C. Varazze            | Varazze (SV)                 |                          |

## Classifica finale
|  | Pos. | Squadra              | Pt  | G   | V   | N   | P   | GF  | GS  | DR  |
|  | ---- | -------------------- | --- | --- | --- | --- | --- | --- | --- | --- |
|  | 1.   | Sarzanese            | 44  | 30  | 16  | 12  | 2   | 37  | 8   | +29 |
|  | 2.   | Sanremese            | 43  | 30  | 16  | 11  | 3   | 40  | 20  | +20 |
|  | 3.   | Ovadese              | 35  | 30  | 12  | 11  | 7   | 30  | 20  | +10 |
|  | 4.   | Arenzano             | 32  | 30  | 9   | 14  | 7   | 22  | 22  | 0   |
|  | 5.   | Vado                 | 31  | 30  | 9   | 13  | 8   | 22  | 18  | +4  |
|  | 5.   | Argentina            | 31  | 30  | 9   | 13  | 8   | 32  | 29  | +3  |
|  | 5.   | Rapallo Ruentes      | 31  | 30  | 7   | 17  | 6   | 26  | 24  | +2  |
|  | 5.   | Gruppo "C"           | 31  | 30  | 10  | 11  | 9   | 28  | 27  | +1  |
|  | 9.   | Pontedecimo          | 30  | 30  | 7   | 16  | 7   | 21  | 24  | -3  |
|  | 9.   | Sant'Agostino        | 30  | 30  | 9   | 12  | 9   | 23  | 29  | -6  |
|  | 11.  | Varazze              | 28  | 30  | 9   | 10  | 11  | 26  | 28  | -2  |
|  | 12.  | Loanesi              | 28  | 30  | 9   | 10  | 11  | 33  | 38  | -5  |
|  | 13.  | E.R.G.               | 27  | 30  | 9   | 9   | 12  | 25  | 28  | -3  |
|  | 14.  | Lavagnese            | 22  | 30  | 4   | 14  | 12  | 17  | 32  | -15 |
|  | 15.  | Sammargheritese      | 21  | 30  | 4   | 13  | 13  | 25  | 37  | -12 |
|  | 16.  | Lunense Castelnovese | 16  | 30  | 5   | 6   | 19  | 18  | 41  | -23 |
|  |      |                      | 480 | 480 | 144 | 192 | 144 | 425 | 425 | 0   |